# Caja Rural-Seguros RGA/Saison 2025
Dieser Artikel listet die Mannschaft und die Siege des Radsportteams Caja Rural-Seguros RGA in der Saison 2025.

## Mannschaft
| Teamkader 2025          | Teamkader 2025    | Teamkader 2025         | Teamkader 2025                        |
| Name                    | Geburtsdatum      | Land                   | Vorheriges Team                       |
| ----------------------- | ----------------- | ---------------------- | ------------------------------------- |
| Julen Arriola-Bengoa    | 16. Februar 2001  | Spanien                | Caja Rural-Seguros RGA amateur (2021) |
| Daniel Babor            | 22. Oktober 1999  | Tschechien             | Elkov-Kasper (2022)                   |
| Abel Balderstone        | 7. Juli 2000      | Spanien                |                                       |
| Fernando Barceló        | 6. Januar 1996    | Spanien                | Cofidis (2021)                        |
| Sebastian Berwick       | 15. Dezember 1999 | Australien             | Israel-Premier Tech (2023)            |
| Joan Bou                | 16. Januar 1997   | Spanien                | Euskaltel-Euskadi (2024)              |
| Jan Castellon           | 31. Juli 2003     | Spanien                | Caja Rural-Alea (2024)                |
| Sergi Darder            | 30. Juni 2003     | Spanien                | Illes Balears Arabay Cycling (2024)   |
| Alex Díaz               | 28. Juli 2001     | Spanien                | Caja Rural-Alea (2024)                |
| Samuel Fernández        | 1. Januar 2003    | Spanien                | Caja Rural-Alea (2023)                |
| Abner González          | 9. Oktober 2000   | Puerto Rico            | Efapel Cycling (2024)                 |
| Jaume Guardeño          | 20. Februar 2003  | Spanien                |                                       |
| Javier Ibañez           | 29. November 2001 | Spanien                | Caja Rural-Alea (2024)                |
| Calum Johnston          | 11. Januar 1998   | Vereinigtes Königreich | Caja Rural-Seguros RGA amateur (2021) |
| Iúri Leitão             | 3. Juli 1998      | Portugal               | Tavfer-Measindot-Mortágua (2021)      |
| Joseba López            | 5. März 2000      | Spanien                |                                       |
| Alex Molenaar           | 13. Juli 1999     | Niederlande            | Illes Balears Arabay Cycling (2024)   |
| Joel Nicolau            | 23. Dezember 1997 | Spanien                |                                       |
| Jakub Otruba            | 30. Januar 1998   | Tschechien             | ATT Investments (2024)                |
| Francisco Peñuela       | 1. Februar 2001   | Venezuela              | Rádio Popular-Paredes-Boavista (2024) |
| Eduard Prades           | 9. August 1987    | Spanien                | Delko (2021)                          |
| Thomas Silva            | 30. Dezember 2001 | Uruguay                |                                       |
| Gorka Sorarrain         | 21. Mai 1996      | Spanien                | BAI-Sicasal-Petro de Luanda (2023)    |
| Tyler Stites            | 8. März 1998      | Vereinigte Staaten     | Project Echelon Racing (2024)         |
|                         |                   |                        |                                       |
| Quelle: ProCyclingStats |                   |                        |                                       |

## Siege
| Siege   | Siege        | Siege   | Siege  | Siege       | Siege |
| Datum   | Rennen       | Staat   | Klasse | Sieger      |       |
| ------- | ------------ | ------- | ------ | ----------- | ----- |
| 2. Feb. | Trofeo Palma | Spanien | 1.1    | Iúri Leitão |       |

## UCI-Ranglistenplatzierungen
| UCI-Ranking | UCI-Ranking | UCI-Ranking | UCI-Ranking |
| Fahrer      | Fahrer      | Land        | Punkte      |
| ----------- | ----------- | ----------- | ----------- |